# Motoarticolato
Il motoarticolato fa parte, per il codice della strada italiano, dei motoveicoli codificati all'art. 53.
Più precisamente è un complesso di veicoli formato da un mototrattore trainante un semirimorchio per una lunghezza massima di 5 metri.